# Ladouanie
Ladouanie, ook wel Ladoani of Laduani, is een dorp in het district Sipaliwini in Suriname. Het ligt aan de Boven-Surinamerivier tussen stroomafwaarts Gunsi met de Ferulasivallen en de toeristische eilanden Tang Loekoe, Kninipaati en Anaula, en stroomopwaarts Toetoeboeka, Tjaikondre, Nieuw-Aurora en Aurora.
In Ladouanie bevindt zich een polikliniek van de Medische Zending. Hier is permanent een arts gestationeerd.
In de buurt bevindt zich Ladouanie Airstrip voor kleine vliegtuigen en helikopters.
Abenaston · Adawai · Akisiaman · Akwaukondre · Amakakondre · Asenbaso · Asidonhopo · Aurora · 
Begoeba · Begoon · Bekiokondre · Bendikwai · Bendiwata · Biudoematoe  · Bofokoele · Botopasi ·
Dan · Dangogo · Daume · Debikè · Deboo · Djemongo · Djoemoe · Duwatra ·
Foetoenakaba · Gingiston · Goddo · Godowatra · Goejaba · Gran Slee · Grantatai · Gunsi ·
Heikoenoenoe · Jawjaw ·
Kaajapati · Kajana · Kambaloea · Kampoe · Koonoo · Kuututen ·
Ladouanie · Lespansi · Ligorio · Malobi · Malroseekondre · Masiakriki · Moitori ·
Nazaleti · Nieuw-Aurora · Padalafanti · Pambo Oko · Pikin Slee · Pingpe · Pokigron ·
Saloebanga · Semoisi · Soolan · Stonhoekoe · Tjaikondre · Toemaripa · Toetoeboeka